# Ithomia chimborazana
Ithomia chimborazana är en fjärilsart som beskrevs av Tryon Reakirt 1865. Ithomia chimborazana ingår i släktet Ithomia och familjen praktfjärilar. Inga underarter finns listade i Catalogue of Life.